# COLD Records
COLD Records（コールド レコーズ）は、日本のロックバンド・go!go!vanillasのマネージメント会社。

## 概要
2024年6月1日付けでgo!go!vanillasと契約。代表は、バンドのマネージャーでもある池田宗史。
本会社設立にあたり、go!go!vanillasは以下のようにコメントした。
go!go!vanillasの音楽を愛してくれているファンの皆様、
ならびにこれまでの活動に携わってくださった関係各所の皆様に、
大切なご報告がございます。
本日をもちまして、go!go!vanillasは所属事務所であるSEEZ RECORDSとのマネジメント契約を終了し、
新たに設立したマネジメント会社【COLD Records】にて活動に取り組む事となりました。
インディーズ時代から約12年間、苦楽を共にし支えていただいたSEEZ RECORDSへの
心からの感謝とリスペクトを持ち続けながら、
揺るがない自分達の音楽への愛と夢を抱き、独立という新たな挑戦をします。
これからのgo!go!vanillasの音楽にどうかご期待ください。

今後ともgo!go!vanillas、SEEZ RECORDS、COLD Recordsをよろしくお願いいたします。